# Volvo
Волво група је водећи шведски произвођач моторних возила. Седиште фабрике се налази у Гетеборгу, а има више огранака, попут Волво аутомобили, Волво камиони, Волво аутобуси...
Предузеће је основано 1927. године. 14. априла те године, произведен је први аутомобил марке Волво, па се овај датум рачуна као почетак рада, тј. оснивања предузећа, насталог издвајањем из састава корпорације СКФ која је производила кугличне лежајеве.
У августу 2010. Волво је продат компанији Џили Холдинг Груп из Џеђангa.